# Contea di Calhoun (Florida)
La contea di Calhoun (in inglese Calhoun County) è una contea della Florida, negli Stati Uniti; ha una popolazione di 13 017 abitanti secondo il censimento del 2000. Il suo capoluogo amministrativo è Blountstown.

## Geografia fisica
La contea si trova nella zona nord-occidentale dello Stato. Il fiume Apalachicola segna il confine est della contea e la regione è tagliata in due dal fiume Chipola.

### Contee confinanti
- Contea di Jackson - nord
- Contea di Gadsden - nord-est
- Contea di Liberty - est
- Contea di Gulf - sud
- Contea di Bay - ovest

## Storia
La contea di Calhoun fu creata nel 1838 e fu chiamata così in onore di John C. Calhoun, membro del senato americano.
Come per la maggior parte delle contee della Florida del nord-ovest gli usi ed i costumi sono molto più legati agli stati adiacenti come Georgia, Alabama e Mississippi, piuttosto che a quelli del resto della Florida.

## Comuni
- Blountstown (capoluogo) - city

- Altha - town

## Politica
| Anno | Repubblicani | Democratici | Altri |
| ---- | ------------ | ----------- | ----- |
| 2004 | 63,4%        | 35,5%       | 1,1%  |
| 2000 | 55,5%        | 41,7%       | 2,9%  |
| 1996 | 41,3%        | 43,1%       | 15,6% |
| 1992 | 37,6%        | 36,4%       | 26,1% |
| 1988 | 64,0%        | 35,1%       | 0,9%  |